# Pelecopsis digitulus
Espèce
Pelecopsis digitulus est une espèce d'araignées aranéomorphes de la famille des Linyphiidae.

## Distribution
Cette espèce se rencontre en Algérie, en Italie et en France en Corse.

## Description
Le mâle holotype mesure 1,66 mm, les mâles mesurent de 1,52 à 1,88 mm et les femelles de 2,02 à 2,32 mm.

## Systématique et taxinomie
Cette espèce a été décrite par Bosmans et Abrous en 1992.

## Publication originale
- Bosmans & Abrous, 1992 : « Studies on North African Linyphiidae VI. The genera Pelecopsis Simon, Trichopterna Kulczynski and Ouedia gen. n. (Araneae: Linyphiidae). » Bulletin of the British arachnological Society, vol. 9, p. 65-85.